# 吉本印天然素材のCD巻〜頂点対決『歯をくいしばれ!!』〜
吉本印天然素材のCD巻〜頂点対決『歯をくいしばれ!!』〜は、1994年11月23日に発売された吉本印天然素材メンバーによる初アルバム。
現在、CDは廃盤となっており入手困難となっている。

## 概要
- 吉本印天然素材（雨上がり決死隊、FUJIWARA、バッファロー吾郎、へびいちご、チュパチャップス）による最初で最後のアルバム。
- ナインティナインはこの時既に天然素材を脱退しているのでこのアルバムには参加していない。
- また、つんく(シャ乱Q)は初めての楽曲提供をしている。

## 収録
1. バッファロー吾郎のガキの唄メドレー
  - 作詞・作曲：バッファロー吾郎
  - 歌：バッファロー吾郎
2. Big tomorrow
  - 作詞：バッファロー吾郎/作曲：関口誠人
  - 歌：バッファロー吾郎
3. ヤマトナデシコをなめないで
  - 作詞：チュパチャップス/作曲：山崎利明
  - 歌：チュパチャップス
4. もう,おやすみ
  - 作詞：チュパチャップス/作曲：篠原悠
  - 歌：チュパチャップス
5. 俺は負けないロックンロール
  - 作詞：雨上がり決死隊/作曲：ローリー寺西
  - 歌：雨上がり決死隊
6. 忘れられない
  - 作詞：蛍原徹/作曲：羽田一郎
  - 歌：雨上がり決死隊
7. 鉄人へびいち号
  - 作詞：へびいちご/作曲：永井誠
  - 歌：へびいちご
8. ナニワノオキョウラップ
  - 作詞・作曲：へびいちご
  - 歌：へびいちご
9. ものすごBaby
  - 作詞・作曲：つんく
  - 歌：FUJIWARA
10. 明日が来る前に
  - 作詞・作曲：つんく
  - 歌：FUJIWARA

## 明日が来る前に/ものすごBaby
2000年9月1日にFUJIWARAが歌った2曲を録り直さずにしてシングルカットされた。

### 収録
1. 明日が来る前に
2. ものすごBaby